# Якуб Натансон
Якуб Натансон (пол. Jakub Natanson; нар. 20 серпня 1832, Варшава — пом. 14 вересня 1884, там само) — польський хімік.

## Біографія
В 1855 закінчив Дерптський (Тартуський) університет. У 1862—66 професор Варшавського університету.

## Роботи
Основні наукові роботи відносяться до органічної хімії. В 1856 Натансон виявив, що при нагріванні технічного аніліну C6H5NH2 з дихлоретаном СН2Cl—CH2Cl утворюється яскраво-червоний продукт (аніліновий червоний, названий пізніше фуксином). Запропонував (1856) два нових методи отримання сечовини. Досліджував похідні ацетаміду, займався питаннями технічної хімії.
Натансон — автор перших польських підручників з органічної хімії, виданих в 1857 і 1866 роках.